# Championnats du monde toutes épreuves de patinage de vitesse
Les championnats du monde toutes épreuves de patinage de vitesse sont une compétition annuelle de patinage de vitesse, organisée par l'Union internationale de patinage depuis 1896 pour les hommes (les éditions 1889, 1890, 1891, 1892, 1940 et 1945 ne sont pas officielles) et depuis 1936 pour les femmes.
Les quatre distances parcourues par les hommes sont le 500 m – 1500 m – 5000 m – 10000 m et pour les femmes le 500 m – 1500 m – 3000 m – 5000 m. Le classement est établi selon le système Samalog.

## Palmarès

### Hommes

#### Palmarès non officiel
| Année | Lieu      | Or                                         | Argent                                     | Bronze                                     |
| ----- | --------- | ------------------------------------------ | ------------------------------------------ | ------------------------------------------ |
| 1889  | Amsterdam | Non déclaré                                | Non déclaré                                | Non déclaré                                |
| 1890  | Amsterdam | Non déclaré                                | Non déclaré                                | Non déclaré                                |
| 1891  | Amsterdam | Joe Donoghue                               | Non déclaré                                | Non déclaré                                |
| 1892  | Amsterdam | Annulée en raison des conditions de glace' | Annulée en raison des conditions de glace' | Annulée en raison des conditions de glace' |
| 1940  | Oslo      | Alfons Bērziņš                             | Harry Haraldsen                            | Charles Mathiesen                          |
| 1946  | Oslo      | Odd Lundberg                               | Göthe Hedlund                              | Charles Mathiesen                          |

#### Palmarès officiel
| Année | Lieu                                                 | Or                                                   | Argent                                               | Bronze                                               |
| ----- | ---------------------------------------------------- | ---------------------------------------------------- | ---------------------------------------------------- | ---------------------------------------------------- |
| 1893  | Amsterdam                                            | Jaap Eden                                            | Non déclaré                                          | Non déclaré                                          |
| 1894  | Stockholm                                            | Non déclaré                                          | Non déclaré                                          | Non déclaré                                          |
| 1895  | Hamar                                                | Jaap Eden                                            | Non déclaré                                          | Non déclaré                                          |
| 1896  | Saint-Pétersbourg                                    | Jaap Eden                                            | Non déclaré                                          | Non déclaré                                          |
| 1897  | Montréal                                             | Jack McCulloch                                       | Non déclaré                                          | Non déclaré                                          |
| 1898  | Davos                                                | Peder Østlund                                        | Non déclaré                                          | Non déclaré                                          |
| 1899  | Berlin                                               | Peder Østlund                                        | Non déclaré                                          | Non déclaré                                          |
| 1900  | Christiania                                          | Edvard Engelsaas                                     | Non déclaré                                          | Non déclaré                                          |
| 1901  | Stockholm                                            | Franz Frederik Wathén                                | Non déclaré                                          | Non déclaré                                          |
| 1902  | Helsinki                                             | Non déclaré                                          | Non déclaré                                          | Non déclaré                                          |
| 1903  | Saint-Pétersbourg                                    | Non déclaré                                          | Non déclaré                                          | Non déclaré                                          |
| 1904  | Christiania                                          | Sigurd Mathisen                                      | Non déclaré                                          | Non déclaré                                          |
| 1905  | Groningue                                            | Coen de Koning                                       | Non déclaré                                          | Non déclaré                                          |
| 1906  | Helsinki                                             | Non déclaré                                          | Non déclaré                                          | Non déclaré                                          |
| 1907  | Trondheim                                            | Non déclaré                                          | Non déclaré                                          | Non déclaré                                          |
| 1908  | Davos                                                | Oscar Mathisen                                       | Martin Sætherhaug                                    | Moje Öholm                                           |
| 1909  | Christiania                                          | Oscar Mathisen                                       | Oluf Steen                                           | Otto Andersson                                       |
| 1910  | Helsinki                                             | Nikolay Strunnikov                                   | Oscar Mathisen                                       | Martin Sætherhaug                                    |
| 1911  | Trondheim                                            | Nikolay Strunnikov                                   | Martin Sætherhaug                                    | Henning Olsen                                        |
| 1912  | Christiania                                          | Oscar Mathisen                                       | Gunnar Strömsten                                     | Trygve Lundgren                                      |
| 1913  | Helsinki                                             | Oscar Mathisen                                       | Vasily Ippolitov                                     | Nikita Naidenov                                      |
| 1914  | Christiania                                          | Oscar Mathisen (5)                                   | Vasily Ippolitov                                     | Wäinö Wickstrøm                                      |
| 1915  | Non disputé en raison de la Première Guerre mondiale | Non disputé en raison de la Première Guerre mondiale | Non disputé en raison de la Première Guerre mondiale | Non disputé en raison de la Première Guerre mondiale |
| 1916  | Non disputé en raison de la Première Guerre mondiale | Non disputé en raison de la Première Guerre mondiale | Non disputé en raison de la Première Guerre mondiale | Non disputé en raison de la Première Guerre mondiale |
| 1917  | Non disputé en raison de la Première Guerre mondiale | Non disputé en raison de la Première Guerre mondiale | Non disputé en raison de la Première Guerre mondiale | Non disputé en raison de la Première Guerre mondiale |
| 1918  | Non disputé en raison de la Première Guerre mondiale | Non disputé en raison de la Première Guerre mondiale | Non disputé en raison de la Première Guerre mondiale | Non disputé en raison de la Première Guerre mondiale |
| 1919  | Non disputé en raison de la Première Guerre mondiale | Non disputé en raison de la Première Guerre mondiale | Non disputé en raison de la Première Guerre mondiale | Non disputé en raison de la Première Guerre mondiale |
| 1920  | Non disputé en raison de la Première Guerre mondiale | Non disputé en raison de la Première Guerre mondiale | Non disputé en raison de la Première Guerre mondiale | Non disputé en raison de la Première Guerre mondiale |
| 1921  | Non disputé en raison de la Première Guerre mondiale | Non disputé en raison de la Première Guerre mondiale | Non disputé en raison de la Première Guerre mondiale | Non disputé en raison de la Première Guerre mondiale |
| 1922  | Christiania                                          | Harald Strøm                                         | Roald Larsen                                         | Clas Thunberg                                        |
| 1923  | Stockholm                                            | Clas Thunberg                                        | Harald Strøm                                         | Jakov Melnikov                                       |
| 1924  | Helsinki                                             | Roald Larsen                                         | Uuno Pietilä                                         | Julius Skutnabb                                      |
| 1925  | Oslo                                                 | Clas Thunberg                                        | Uuno Pietilä                                         | Roald Larsen                                         |
| 1926  | Trondheim                                            | Ivar Ballangrud                                      | Roald Larsen                                         | Bernt Evensen                                        |
| 1927  | Tampere                                              | Bernt Evensen                                        | Clas Thunberg                                        | Armand Carlsen                                       |
| 1928  | Davos                                                | Clas Thunberg                                        | Ivar Ballangrud                                      | Bernt Evensen                                        |
| 1929  | Oslo                                                 | Clas Thunberg                                        | Ivar Ballangrud                                      | Michael Staksrud                                     |
| 1930  | Oslo                                                 | Michael Staksrud                                     | Ivar Ballangrud                                      | Dolf van der Scheer                                  |
| 1931  | Helsinki                                             | Clas Thunberg (5)                                    | Bernt Evensen                                        | Ivar Ballangrud                                      |
| 1932  | Lake Placid                                          | Ivar Ballangrud                                      | Michael Staksrud                                     | Bernt Evensen                                        |
| 1933  | Trondheim                                            | Hans Engnestangen                                    | Michael Staksrud                                     | Ivar Ballangrud                                      |
| 1934  | Helsinki                                             | Bernt Evensen                                        | Birger Wasenius                                      | Ivar Ballangrud                                      |
| 1935  | Oslo                                                 | Michael Staksrud                                     | Ivar Ballangrud                                      | Hans Engnestangen                                    |
| 1936  | Davos                                                | Ivar Ballangrud                                      | Birger Wasenius                                      | Eddie Schroeder                                      |
| 1937  | Oslo                                                 | Michael Staksrud                                     | Birger Wasenius                                      | Max Stiepl                                           |
| 1938  | Davos                                                | Ivar Ballangrud (4)                                  | Karl Wazulek                                         | Charles Mathiesen                                    |
| 1939  | Helsinki                                             | Birger Wasenius                                      | Alfons Bērziņš                                       | Charles Mathiesen                                    |
| 1940  | Non disputé en raison de la Seconde Guerre mondiale  | Non disputé en raison de la Seconde Guerre mondiale  | Non disputé en raison de la Seconde Guerre mondiale  | Non disputé en raison de la Seconde Guerre mondiale  |
| 1941  | Non disputé en raison de la Seconde Guerre mondiale  | Non disputé en raison de la Seconde Guerre mondiale  | Non disputé en raison de la Seconde Guerre mondiale  | Non disputé en raison de la Seconde Guerre mondiale  |
| 1942  | Non disputé en raison de la Seconde Guerre mondiale  | Non disputé en raison de la Seconde Guerre mondiale  | Non disputé en raison de la Seconde Guerre mondiale  | Non disputé en raison de la Seconde Guerre mondiale  |
| 1943  | Non disputé en raison de la Seconde Guerre mondiale  | Non disputé en raison de la Seconde Guerre mondiale  | Non disputé en raison de la Seconde Guerre mondiale  | Non disputé en raison de la Seconde Guerre mondiale  |
| 1944  | Non disputé en raison de la Seconde Guerre mondiale  | Non disputé en raison de la Seconde Guerre mondiale  | Non disputé en raison de la Seconde Guerre mondiale  | Non disputé en raison de la Seconde Guerre mondiale  |
| 1945  | Non disputé en raison de la Seconde Guerre mondiale  | Non disputé en raison de la Seconde Guerre mondiale  | Non disputé en raison de la Seconde Guerre mondiale  | Non disputé en raison de la Seconde Guerre mondiale  |
| 1946  | Non disputé en raison de la Seconde Guerre mondiale  | Non disputé en raison de la Seconde Guerre mondiale  | Non disputé en raison de la Seconde Guerre mondiale  | Non disputé en raison de la Seconde Guerre mondiale  |
| 1947  | Oslo                                                 | Lassi Parkkinen                                      | Sverre Farstad                                       | Åke Seyffarth                                        |
| 1948  | Helsinki                                             | Odd Lundberg                                         | Johnny Werket                                        | Henry Wahl                                           |
| 1949  | Oslo                                                 | Kornél Pajor                                         | Kees Broekman                                        | Odd Lundberg                                         |
| 1950  | Eskilstuna                                           | Hjalmar Andersen                                     | Odd Lundberg                                         | Johnny Werket                                        |
| 1951  | Davos                                                | Hjalmar Andersen                                     | Johnny Cronshey                                      | Kornél Pajor                                         |
| 1952  | Hamar                                                | Hjalmar Andersen (3)                                 | Lassi Parkkinen                                      | Ivar Martinsen                                       |
| 1953  | Helsinki                                             | Oleg Goncharenko                                     | Boris Shilkov                                        | Wim van der Voort                                    |
| 1954  | Sapporo                                              | Boris Shilkov                                        | Oleg Goncharenko                                     | Yevgeny Grishin                                      |
| 1955  | Moscou                                               | Sigvard Ericsson                                     | Oleg Goncharenko                                     | Boris Shilkov                                        |
| 1956  | Oslo                                                 | Oleg Goncharenko                                     | Robert Merkulov                                      | Yevgeny Grishin                                      |
| 1957  | Östersund                                            | Knut Johannesen                                      | Boris Shilkov                                        | Boris Zybin                                          |
| 1958  | Helsinki                                             | Oleg Goncharenko (3)                                 | Vladimir Shilykovsky                                 | Roald Aas                                            |
| 1959  | Oslo                                                 | Juhani Järvinen                                      | Toivo Salonen                                        | Robert Merkulov                                      |
| 1960  | Davos                                                | Boris Stenin                                         | André Kouprianoff                                    | Helmut Kuhnert                                       |
| 1961  | Göteborg                                             | Henk van der Grift                                   | Viktor Kosichkin                                     | Rudie Liebrechts                                     |
| 1962  | Moscou                                               | Viktor Kosichkin                                     | Henk van der Grift                                   | Ivar Nilsson                                         |
| 1963  | Karuizawa                                            | Jonny Nilsson                                        | Knut Johannesen                                      | Nils Aaness                                          |
| 1964  | Helsinki                                             | Knut Johannesen                                      | Viktor Kosichkin                                     | Rudie Liebrechts                                     |
| 1965  | Oslo                                                 | Per Ivar Moe                                         | Jouko Launonen                                       | Ard Schenk                                           |
| 1966  | Göteborg                                             | Kees Verkerk                                         | Ard Schenk                                           | Jonny Nilsson                                        |
| 1967  | Oslo                                                 | Kees Verkerk                                         | Ard Schenk                                           | Fred Anton Maier                                     |
| 1968  | Deventer                                             | Fred Anton Maier                                     | Magne Thomassen                                      | Ard Schenk                                           |
| 1969  | Deventer                                             | Dag Fornæss                                          | Göran Claeson                                        | Kees Verkerk                                         |
| 1970  | Oslo                                                 | Ard Schenk                                           | Magne Thomassen                                      | Kees Verkerk                                         |
| 1971  | Göteborg                                             | Ard Schenk                                           | Göran Claeson                                        | Kees Verkerk                                         |
| 1972  | Oslo                                                 | Ard Schenk (3)                                       | Roar Grønvold                                        | Jan Bols                                             |
| 1973  | Deventer                                             | Göran Claeson                                        | Sten Stensen                                         | Piet Kleine                                          |
| 1974  | Inzell                                               | Sten Stensen                                         | Harm Kuipers                                         | Göran Claeson                                        |
| 1975  | Oslo                                                 | Harm Kuipers                                         | Vladimir Ivanov                                      | Yury Kondakov                                        |
| 1976  | Heerenveen                                           | Piet Kleine                                          | Sten Stensen                                         | Hans van Helden                                      |
| 1977  | Heerenveen                                           | Eric Heiden                                          | Jan Egil Storholt                                    | Sten Stensen                                         |
| 1978  | Göteborg                                             | Eric Heiden                                          | Jan Egil Storholt                                    | Sergey Marchuk                                       |
| 1979  | Oslo                                                 | Eric Heiden (3)                                      | Jan Egil Storholt                                    | Kay Arne Stenshjemmet                                |
| 1980  | Heerenveen                                           | Hilbert van der Duim                                 | Eric Heiden                                          | Tom Erik Oxholm                                      |
| 1981  | Oslo                                                 | Amund Sjøbrend                                       | Kay Arne Stenshjemmet                                | Jan Egil Storholt                                    |
| 1982  | Assen                                                | Hilbert van der Duim                                 | Dmitry Bochkaryov                                    | Rolf Falk-Larssen                                    |
| 1983  | Oslo                                                 | Rolf Falk-Larssen                                    | Tomas Gustafson                                      | Aleksandr Baranov                                    |
| 1984  | Göteborg                                             | Oleg Bozhev                                          | Andreas Ehrig                                        | Hilbert van der Duim                                 |
| 1985  | Hamar                                                | Hein Vergeer                                         | Oleg Bozhev                                          | Hilbert van der Duim                                 |
| 1986  | Inzell                                               | Hein Vergeer                                         | Oleg Bozhev                                          | Viktor Shasherin                                     |
| 1987  | Heerenveen                                           | Nikolay Gulyayev                                     | Oleg Bozhev                                          | Michael Hadschieff                                   |
| 1988  | Alma-Ata                                             | Eric Flaim                                           | Leo Visser                                           | Dave Silk                                            |
| 1989  | Oslo                                                 | Leo Visser                                           | Gerard Kemkers                                       | Geir Karlstad                                        |
| 1990  | Innsbruck                                            | Johann Olav Koss                                     | Ben van der Burg                                     | Bart Veldkamp                                        |
| 1991  | Heerenveen                                           | Johann Olav Koss                                     | Roberto Sighel                                       | Bart Veldkamp                                        |
| 1992  | Calgary                                              | Roberto Sighel                                       | Falko Zandstra                                       | Johann Olav Koss                                     |
| 1993  | Hamar                                                | Falko Zandstra                                       | Johann Olav Koss                                     | Rintje Ritsma                                        |
| 1994  | Göteborg                                             | Johann Olav Koss (3)                                 | Ids Postma                                           | Rintje Ritsma                                        |
| 1995  | Baselga di Pinè                                      | Rintje Ritsma                                        | Keiji Shirahata                                      | Roberto Sighel                                       |
| 1996  | Inzell                                               | Rintje Ritsma                                        | Ids Postma                                           | Keiji Shirahata                                      |
| 1997  | Nagano                                               | Ids Postma                                           | Keiji Shirahata                                      | Frank Dittrich                                       |
| 1998  | Heerenveen                                           | Ids Postma                                           | Rintje Ritsma                                        | Roberto Sighel                                       |
| 1999  | Hamar                                                | Rintje Ritsma                                        | Vadim Sayutin                                        | Eskil Ervik                                          |
| 2000  | Milwaukee                                            | Gianni Romme                                         | Ids Postma                                           | Rintje Ritsma                                        |
| 2001  | Budapest                                             | Rintje Ritsma (4)                                    | Ids Postma                                           | Bart Veldkamp                                        |
| 2002  | Heerenveen                                           | Jochem Uytdehaage                                    | Dmitry Shepel                                        | Derek Parra                                          |
| 2003  | Göteborg                                             | Gianni Romme                                         | Rintje Ritsma                                        | Ids Postma                                           |
| 2004  | Hamar                                                | Chad Hedrick                                         | Shani Davis                                          | Carl Verheijen                                       |
| 2005  | Moscou                                               | Shani Davis                                          | Chad Hedrick                                         | Sven Kramer                                          |
| 2006  | Calgary                                              | Shani Davis                                          | Enrico Fabris                                        | Sven Kramer                                          |
| 2007  | Heerenveen                                           | Sven Kramer                                          | Enrico Fabris                                        | Carl Verheijen                                       |
| 2008  | Berlin                                               | Sven Kramer                                          | Håvard Bøkko                                         | Shani Davis                                          |
| 2009  | Hamar                                                | Sven Kramer                                          | Håvard Bøkko                                         | Enrico Fabris                                        |
| 2010  | Heerenveen                                           | Sven Kramer                                          | Jonathan Kuck                                        | Håvard Bøkko                                         |
| 2011  | Calgary                                              | Ivan Skobrev                                         | Håvard Bøkko                                         | Jan Blokhuijsen                                      |
| 2012  | Moscou                                               | Sven Kramer                                          | Jan Blokhuijsen                                      | Koen Verweij                                         |
| 2013  | Hamar                                                | Sven Kramer                                          | Håvard Bøkko                                         | Bart Swings                                          |
| 2014  | Heerenveen                                           | Koen Verweij                                         | Jan Blokhuijsen                                      | Denis Yuskov                                         |
| 2015  | Calgary                                              | Sven Kramer                                          | Denis Yuskov                                         | Sverre Lunde Pedersen                                |
| 2016  | Berlin                                               | Sven Kramer                                          | Sverre Lunde Pedersen                                | Jan Blokhuijsen                                      |
| 2017  | Hamar                                                | Sven Kramer (9)                                      | Patrick Roest                                        | Jan Blokhuijsen                                      |
| 2018  | Amsterdam                                            | Patrick Roest                                        | Sverre Lunde Pedersen                                | Marcel Bosker                                        |
| 2019  | Calgary                                              | Patrick Roest                                        | Sverre Lunde Pedersen                                | Sven Kramer                                          |
| 2020  | Hamar                                                | Patrick Roest (3)                                    | Sverre Lunde Pedersen                                | Seitaro Ichinohe                                     |
| 2022  | Hamar                                                | Nils van der Poel                                    | Patrick Roest                                        | Bart Swings                                          |

Record de titres
- 9 :  Sven Kramer (2017)
- 5 :  Clas Thunberg (1931),  Oscar Mathisen (1914)
- 4 :  Ivar Ballangrud (1938),  Rintje Ritsma (2001)

L'année notée en fin est celle du dernier titre.

### Femmes

#### Palmarès non officiel
| Année | Lieu | Or                 | Argent       | Bronze      |
| ----- | ---- | ------------------ | ------------ | ----------- |
| 1933  | Oslo | Liselotte Landbeck | Synnøve Lie  | Helen Bina  |
| 1934  | Oslo | Undis Blikken      | Verné Lesche | Synnøve Lie |
| 1935  | Oslo | Laila Schou Nilsen | Synnøve Lie  | Kit Klein   |

#### Palmarès officiel
| Année | Lieu                                                | Or                                                  | Argent                                              | Bronze                                              |
| ----- | --------------------------------------------------- | --------------------------------------------------- | --------------------------------------------------- | --------------------------------------------------- |
| 1936  | Stockholm                                           | Kit Klein                                           | Verné Lesche                                        | Synnøve Lie                                         |
| 1937  | Davos                                               | Laila Schou Nilsen                                  | Synnøve Lie                                         | Verné Lesche                                        |
| 1938  | Oslo                                                | Laila Schou Nilsen                                  | Verné Lesche                                        | Synnøve Lie                                         |
| 1939  | Tampere                                             | Verné Lesche                                        | Liisa Salmi                                         | Laura Tamminen                                      |
| 1940  | Non disputé en raison de la Seconde Guerre mondiale | Non disputé en raison de la Seconde Guerre mondiale | Non disputé en raison de la Seconde Guerre mondiale | Non disputé en raison de la Seconde Guerre mondiale |
| 1941  | Non disputé en raison de la Seconde Guerre mondiale | Non disputé en raison de la Seconde Guerre mondiale | Non disputé en raison de la Seconde Guerre mondiale | Non disputé en raison de la Seconde Guerre mondiale |
| 1942  | Non disputé en raison de la Seconde Guerre mondiale | Non disputé en raison de la Seconde Guerre mondiale | Non disputé en raison de la Seconde Guerre mondiale | Non disputé en raison de la Seconde Guerre mondiale |
| 1943  | Non disputé en raison de la Seconde Guerre mondiale | Non disputé en raison de la Seconde Guerre mondiale | Non disputé en raison de la Seconde Guerre mondiale | Non disputé en raison de la Seconde Guerre mondiale |
| 1944  | Non disputé en raison de la Seconde Guerre mondiale | Non disputé en raison de la Seconde Guerre mondiale | Non disputé en raison de la Seconde Guerre mondiale | Non disputé en raison de la Seconde Guerre mondiale |
| 1945  | Non disputé en raison de la Seconde Guerre mondiale | Non disputé en raison de la Seconde Guerre mondiale | Non disputé en raison de la Seconde Guerre mondiale | Non disputé en raison de la Seconde Guerre mondiale |
| 1946  | Non disputé en raison de la Seconde Guerre mondiale | Non disputé en raison de la Seconde Guerre mondiale | Non disputé en raison de la Seconde Guerre mondiale | Non disputé en raison de la Seconde Guerre mondiale |
| 1947  | Drammen                                             | Verné Lesche                                        | Else Marie Christiansen                             | Maggi Kvestad                                       |
| 1948  | Turku                                               | Maria Isakova                                       | Lidia Selikhova                                     | Zoya Kholshevnikova                                 |
| 1949  | Kongsberg                                           | Maria Isakova                                       | Zoya Kholshevnikova                                 | Rimma Zhukova                                       |
| 1950  | Moscou                                              | Maria Isakova                                       | Zinaida Krotova                                     | Rimma Zhukova                                       |
| 1951  | Eskilstuna                                          | Eevi Huttunen                                       | Randi Thorvaldsen                                   | Ragnhild Mikkelsen                                  |
| 1952  | Kokkola                                             | Lidia Selikhova                                     | Maria Anikanova                                     | Randi Thorvaldsen                                   |
| 1953  | Lillehammer                                         | Khalida Shchegoleyeva                               | Rimma Zhukova                                       | Lidia Selikhova                                     |
| 1954  | Östersund                                           | Lidia Selikhova                                     | Rimma Zhukova                                       | Sofya Kondakova                                     |
| 1955  | Kuopio                                              | Rimma Zhukova                                       | Tamara Rylova                                       | Sofya Kondakova                                     |
| 1956  | Kvarnsveden                                         | Sofya Kondakova                                     | Rimma Zhukova                                       | Tamara Rylova                                       |
| 1957  | Imatra                                              | Inga Artamonova                                     | Tamara Rylova                                       | Lidia Selikhova                                     |
| 1958  | Kristinehamn                                        | Inga Artamonova                                     | Tamara Rylova                                       | Sofya Kondakova                                     |
| 1959  | Sverdlovsk                                          | Tamara Rylova                                       | Valentina Stenina                                   | Lidia Skoblikova                                    |
| 1960  | Östersund                                           | Valentina Stenina                                   | Tamara Rylova                                       | Lidia Skoblikova                                    |
| 1961  | Tønsberg                                            | Valentina Stenina                                   | Albina Tuzova                                       | Lidia Skoblikova                                    |
| 1962  | Imatra                                              | Inga Voronina-Artamonova                            | Lidia Skoblikova                                    | Albina Tuzova                                       |
| 1963  | Karuizawa                                           | Lidia Skoblikova                                    | Inga Voronina-Artamonova                            | Valentina Stenina                                   |
| 1964  | Kristinehamn                                        | Lidia Skoblikova                                    | Inga Voronina-Artamonova                            | Tamara Rylova                                       |
| 1965  | Oulu                                                | Inga Voronina-Artamonova                            | Valentina Stenina                                   | Stien Kaiser                                        |
| 1966  | Trondheim                                           | Valentina Stenina                                   | Kim Song-sun                                        | Stien Kaiser                                        |
| 1967  | Deventer                                            | Stien Kaiser                                        | Lāsma Kauniste                                      | Dianne Holum                                        |
| 1968  | Helsinki                                            | Stien Kaiser                                        | Ans Schut                                           | Carry Geijssen                                      |
| 1969  | Grenoble                                            | Lāsma Kauniste                                      | Stien Kaiser                                        | Ans Schut                                           |
| 1970  | West Allis                                          | Atje Keulen-Deelstra                                | Stien Kaiser                                        | Sigrid Sundby                                       |
| 1971  | Helsinki                                            | Nina Statkevitch                                    | Stien Kaiser                                        | Lyudmila Titova                                     |
| 1972  | Heerenveen                                          | Atje Keulen-Deelstra                                | Stien Baas-Kaiser                                   | Dianne Holum                                        |
| 1973  | Strömsund                                           | Atje Keulen-Deelstra                                | Tatyana Shelekova-Rastopshina                       | Trijnie Rep                                         |
| 1974  | Heerenveen                                          | Atje Keulen-Deelstra                                | Tatyana Averina                                     | Nina Statkevitch                                    |
| 1975  | Assen                                               | Karin Kessow                                        | Tatyana Averina                                     | Sheila Young                                        |
| 1976  | Gjøvik                                              | Sylvia Burka                                        | Tatyana Averina                                     | Sheila Young                                        |
| 1977  | Keystone                                            | Vera Bryndzei                                       | Galina Stepanskaya                                  | Galina Nikitina                                     |
| 1978  | Helsinki                                            | Tatyana Averina                                     | Galina Stepanskaya                                  | Marion Dittmann                                     |
| 1979  | La Haye                                             | Beth Heiden                                         | Natalya Petrusyova                                  | Sylvia Burka                                        |
| 1980  | Hamar                                               | Natalya Petrusyova                                  | Beth Heiden                                         | Bjørg Eva Jensen                                    |
| 1981  | Sainte-Foy                                          | Natalya Petrusyova                                  | Karin Enke                                          | Sarah Docter                                        |
| 1982  | Inzell                                              | Karin Busch                                         | Andrea Schöne                                       | Natalya Petrusyova                                  |
| 1983  | Karl-Marx-Stadt                                     | Andrea Schöne                                       | Karin Enke                                          | Valentina Lalenkova-Golovenkina                     |
| 1984  | Deventer                                            | Karin Enke                                          | Andrea Schöne                                       | Gabi Schönbrunn                                     |
| 1985  | Sarajevo                                            | Andrea Schöne                                       | Gabi Schönbrunn                                     | Sabine Brehm                                        |
| 1986  | La Haye                                             | Karin Kania                                         | Andrea Schöne                                       | Sabine Brehm                                        |
| 1987  | West Allis                                          | Karin Kania                                         | Andrea Schöne                                       | Yvonne van Gennip                                   |
| 1988  | Skien                                               | Karin Kania                                         | Yvonne van Gennip                                   | Erwina Ryś-Ferens                                   |
| 1989  | Lake Placid                                         | Constanze Moser-Scandolo                            | Gunda Kleemann                                      | Yvonne van Gennip                                   |
| 1990  | Calgary                                             | Jacqueline Börner                                   | Seiko Hashimoto                                     | Constanze Moser-Scandolo                            |
| 1991  | Hamar                                               | Gunda Kleemann                                      | Heike Warnicke-Schalling                            | Lia van Schie                                       |
| 1992  | Heerenveen                                          | Gunda Niemann                                       | Emese Hunyady                                       | Seiko Hashimoto                                     |
| 1993  | Berlin                                              | Gunda Niemann                                       | Emese Hunyady                                       | Heike Warnicke-Schalling                            |
| 1994  | Butte                                               | Emese Hunyady                                       | Ulrike Adeberg                                      | Mihaela Dascalu                                     |
| 1995  | Savalen                                             | Gunda Niemann                                       | Lyudmila Prokasheva                                 | Annamarie Thomas                                    |
| 1996  | Inzell                                              | Gunda Niemann                                       | Claudia Pechstein                                   | Mie Uehara                                          |
| 1997  | Nagano                                              | Gunda Niemann                                       | Claudia Pechstein                                   | Tonny de Jong                                       |
| 1998  | Heerenveen                                          | Gunda Niemann-Stirnemann                            | Claudia Pechstein                                   | Anni Friesinger                                     |
| 1999  | Hamar                                               | Gunda Niemann-Stirnemann                            | Claudia Pechstein                                   | Tonny de Jong                                       |
| 2000  | Milwaukee                                           | Claudia Pechstein                                   | Gunda Niemann-Stirnemann                            | Maki Tabata                                         |
| 2001  | Budapest                                            | Anni Friesinger                                     | Claudia Pechstein                                   | Renate Groenewold                                   |
| 2002  | Heerenveen                                          | Anni Friesinger                                     | Cindy Klassen                                       | Claudia Pechstein                                   |
| 2003  | Göteborg                                            | Cindy Klassen                                       | Claudia Pechstein                                   | Daniela Anschütz                                    |
| 2004  | Hamar                                               | Renate Groenewold                                   | Claudia Pechstein                                   | Wieteke Cramer                                      |
| 2005  | Moscou                                              | Anni Friesinger                                     | Cindy Klassen                                       | Claudia Pechstein                                   |
| 2006  | Calgary                                             | Cindy Klassen                                       | Claudia Pechstein                                   | Kristina Groves                                     |
| 2007  | Heerenveen                                          | Ireen Wüst                                          | Anni Friesinger                                     | Cindy Klassen                                       |
| 2008  | Berlin                                              | Paulien van Deutekom                                | Ireen Wüst                                          | Kristina Groves                                     |
| 2009  | Hamar                                               | Martina Sáblíková                                   | Kristina Groves                                     | Ireen Wüst                                          |
| 2010  | Heerenveen                                          | Martina Sáblíková                                   | Kristina Groves                                     | Ireen Wüst                                          |
| 2011  | Calgary                                             | Ireen Wüst                                          | Christine Nesbitt                                   | Martina Sáblíková                                   |
| 2012  | Moscou                                              | Ireen Wüst                                          | Martina Sáblíková                                   | Christine Nesbitt                                   |
| 2013  | Hamar                                               | Ireen Wüst                                          | Diane Valkenburg                                    | Yekaterina Shikhova                                 |
| 2014  | Heerenveen                                          | Ireen Wüst                                          | Olga Graf                                           | Yvonne Nauta                                        |
| 2015  | Calgary                                             | Martina Sáblíková                                   | Ireen Wüst                                          | Ida Njåtun                                          |
| 2016  | Berlin                                              | Martina Sáblíková                                   | Ireen Wüst                                          | Antoinette de Jong                                  |
| 2017  | Hamar                                               | Ireen Wüst                                          | Martina Sáblíková                                   | Miho Takagi                                         |
| 2018  | Amsterdam                                           | Miho Takagi                                         | Ireen Wüst                                          | Annouk van der Weijden                              |
| 2019  | Calgary                                             | Martina Sáblíková (5)                               | Miho Takagi                                         | Antoinette de Jong                                  |
| 2020  | Hamar                                               | Ireen Wüst (7)                                      | Ivanie Blondin                                      | Antoinette de Jong                                  |
| 2022  | Hamar                                               | Irene Schouten                                      | Miho Takagi                                         | Antoinette de Jong                                  |

Record de titres
- 8 :  Gunda Niemann-Stirnemann (1999)
- 7 :  Ireen Wüst (2020)
- 5 :  Martina Sáblíková (2019)
- 4 :  Atje Keulen-Deelstra (1974),  Inga Voronina-Artamonova (1965)

L'année notée en fin est celle du dernier titre.

## Tableau des médailles
| Rang | Nation             | Or | Argent | Bronze | Total |
| ---- | ------------------ | -- | ------ | ------ | ----- |
| 1    | Pays-Bas           | 56 | 30     | 51     | 137   |
| 2    | Norvège            | 41 | 41     | 42     | 124   |
| 3    | Union soviétique   | 32 | 38     | 30     | 100   |
| 4    | Finlande           | 12 | 14     | 5      | 31    |
| 5    | Allemagne          | 12 | 12     | 6      | 30    |
| 6    | Allemagne de l'Est | 10 | 9      | 6      | 25    |
| 7    | États-Unis         | 10 | 6      | 12     | 28    |
| 8    | Tchéquie           | 5  | 2      | 1      | 8     |
| 9    | Canada             | 4  | 6      | 5      | 15    |
| 10   | Suède              | 4  | 4      | 6      | 14    |